# روی د فریتاس
روی د فریتاس (انگلیسی: Ruy de Freitas; ۲۴ اوت ۱۹۱۶ – ۲ اوت ۲۰۱۲) بازیکن بسکتبال، و سرمربی (بسکتبال) اهل برزیل بود.